# Sucre (Miranda)
Sucre is een gemeente in de Venezolaanse staat Miranda. De gemeente telt 670.000 inwoners. De hoofdplaats is Petare.